# Acorotricha
Acorotricha é um gênero de traça pertencente à família Agonoxenidae.